# Diocesi di Ausafa
La diocesi di Ausafa (in latino Dioecesis Ausafensis) è una sede soppressa e sede titolare della Chiesa cattolica.

## Storia
Ausafa, identificabile con le rovine di Ksour-Abd-El-Mélek nell'odierna Tunisia, è un'antica sede episcopale della provincia romana di Bizacena.
Sono due i vescovi noti di questa sede. Il primo è Felice, che fu presente al concilio di Cartagine convocato il 1º settembre 256 da san Cipriano per discutere della questione relativa alla validità del battesimo amministrato dagli eretici, e figura al 73º posto nelle Sententiae episcoporum. Salvio era uno dei sostenitori della candidatura di Massimiano, contro Primiano, sulla sede donatista di Cartagine, e sottoscrisse la lettera sinodale del concilio riunito a Cabarsussi il 24 giugno 393. Fu uno dei consacranti di Massimiano e condannato dal concilio di Bagai del 394.
Dal 1933 Ausafa è annoverata tra le sedi vescovili titolari della Chiesa cattolica;  dal 17 aprile 1989 il vescovo titolare è Warlito Cajandig y Itcuas, già vicario apostolico di Calapan.

## Cronotassi

### Vescovi
- Lucio † (menzionato nel 256)
  - Salvio † (prima del 393 - dopo il 394) (vescovo donatista)

### Vescovi titolari
- Maurice-Paul-Jules Rousseau † (28 febbraio 1962 - 29 settembre 1967 deceduto)
- Jorge Manuel López † (20 maggio 1968 - 5 aprile 1972 nominato arcivescovo di Corrientes)
- Raúl Eduardo Vela Chiriboga † (20 aprile 1972 - 29 aprile 1975 nominato vescovo di Azogues)
- Fulgence Werner Le Roy, O.S.B. † (10 luglio 1975 - 15 dicembre 1988 nominato vescovo di Pietersburg)
- Warlito Cajandig y Itcuas, dal 17 aprile 1989